# Sainte-Marguerite (Vosges)
Sainte-Marguerite é uma comuna francesa na região administrativa do Grande Leste, no departamento de Vosges. Estende-se por uma área de 5.55 km². Em 2010 a comuna tinha 2 383 habitantes (densidade: 429,4 hab./km²).